# Jonction dermo-épidermique
Pour les articles homonymes, voir Hypoderme.

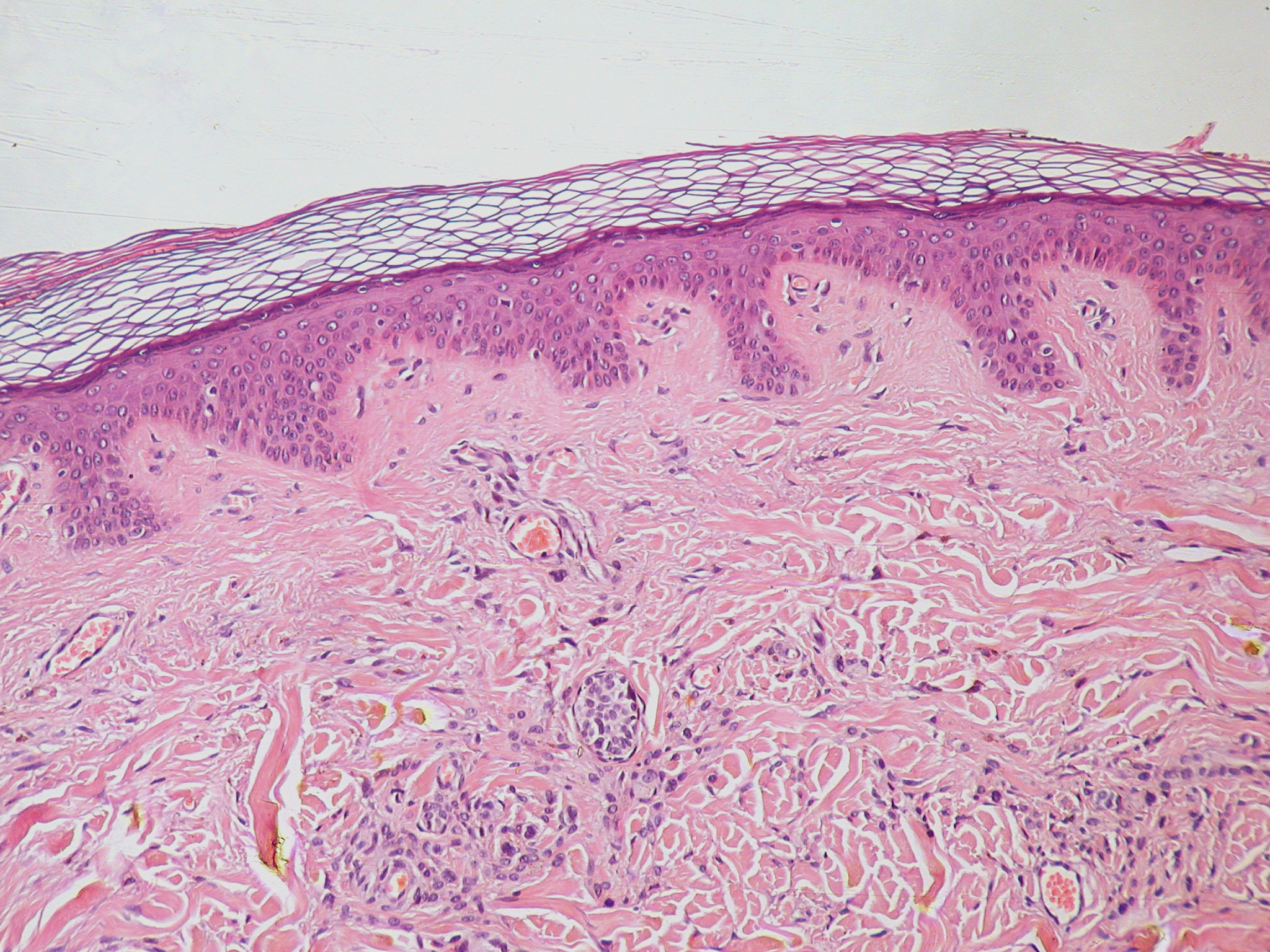
Jonction dermo-épidermique sous le stratum basale violet foncé.

La jonction dermo-épidermique, appelée aussi lame basale épidermique ou membrane basale épidermique, est la région tissulaire qui sépare le derme de l'épiderme.

## Structure
La microscopie électronique révèle trois zones distinctes dans la jonction dermo-épidermique : 
- la membrane plasmique du pôle basal des cellules du stratum basale
- la membrane basale composée de deux feuillets, la lamina lucida (zone transparente aux électrons) et la lamina densa (zone dense aux électrons)
- la zone fibrillaire ou sub-lamina densa

## Fonctions
La jonction dermo-épidermique a une fonction d'adhésion entre l'épiderme et le derme, de barrière physico-chimique, de circulation orientée de nutriments et de composants du système immunitaire.

## Maladies
Les dermatoses bulleuses de nature auto-immune (nécrolyse épidermique toxique, syndrome de Stevens-Johnson) sont liées à la présence d'anticorps dirigés contre les structures antigéniques des systèmes d'adhésion interkératinocytaire ou de la jonction dermo-épidermique.